# Liste der Kulturdenkmäler in Königstein im Taunus
Die folgende Liste enthält die in der Denkmaltopographie ausgewiesenen Kulturdenkmäler auf dem Gebiet  der  Stadt Königstein, Hochtaunuskreis, Hessen.
Hinweis: Die Reihenfolge der Denkmäler in dieser Liste orientiert sich zunächst an Stadtteilen und anschließend der Anschrift, alternativ ist sie auch nach der Bezeichnung, der vom Landesamt für Denkmalpflege vergebenen Nummer oder der Bauzeit sortierbar.
Kulturdenkmäler werden fortlaufend im Denkmalverzeichnis des Landes Hessen durch das Landesamt für Denkmalpflege Hessen auf Basis des Hessischen Denkmalschutzgesetzes (HDSchG) geführt. Die Schutzwürdigkeit eines Kulturdenkmals hängt nicht von der Eintragung in das Denkmalverzeichnis des Landes Hessen oder der Veröffentlichung in der Denkmaltopographie ab.

Das Vorhandensein oder Fehlen eines Objekts in dieser Liste ist keine rechtsverbindliche Auskunft darüber, ob es Kulturdenkmal ist oder nicht: Diese Liste entspricht möglicherweise nicht dem aktuellen Stand der offiziellen Denkmaltopographie. Diese ist für Hessen in den entsprechenden Bänden der Denkmaltopographie Bundesrepublik Deutschland und im Internet unter DenkXweb – Kulturdenkmäler in Hessen einsehbar. Auch diese Quellen sind, obwohl sie durch das Landesamt für Denkmalpflege Hessen aktualisiert werden, nicht immer aktuell, da es im Denkmalbestand immer wieder Änderungen gibt.
Eine verbindliche Auskunft erteilt allein das Landesamt für Denkmalpflege Hessen.
Nutze diese Kartenansicht, um Koordinaten in der Liste zu setzen. In dieser Kartenansicht sind Kulturdenkmale ohne Koordinaten mit einem roten bzw. orangen Marker dargestellt und können in der Karte gesetzt werden. Kulturdenkmale ohne Bild sind mit einem blauen bzw. roten Marker gekennzeichnet, Kulturdenkmale mit Bild mit einem grünen bzw. orangen Marker.

## Falkenstein
| Bild                                    | Bezeichnung                                                                       | Lage | Beschreibung | Bauzeit                | Objekt-Nr. |
| --------------------------------------- | --------------------------------------------------------------------------------- | --- | --- | ---------------------- | ---------- |
| weitere Bilder                          | Fachwerkwohnhaus                                                                  | Alt-Falkenstein 12a LageFlur: 7, Flurstück: 85/5                                                                                         | |                        | 100225 DDB |
| Alt-Falkenstein 14                      | Hofanlage                                                                         | Alt-Falkenstein 14 LageFlur: 7, Flurstück: 88/1                                                                                          | |                        | 100226 DDB |
| Alt-Falkenstein 21c                     | Fachwerkwohnhaus                                                                  | Alt-Falkenstein 23, Alt-Falkenstein (21a) LageFlur: 7, Flurstück: 114/1, 423/112                                                         | | 1658                   | 100227 DDB |
| weitere Bilder                          | Wohnhaus                                                                          | Alt-Falkenstein 26 LageFlur: 7, Flurstück: 234/103                                                                                       | |                        | 100228 DDB |
| weitere Bilder                          | Fachwerkwohnhaus                                                                  | Alt-Falkenstein 27 LageFlur: 7, Flurstück: 108/2                                                                                         | |                        | 100229 DDB |
| Alt-Falkenstein 36                      | Ehemaliges Postamt                                                                | Alt-Falkenstein 36 LageFlur: 6, Flurstück: 5/5                                                                                           | Fachwerkgebäude, ehemals Teil der 1907 abgebrochenen Lungenheilanstalt |                        | 100230     |
| weitere Bilder                          | Ehemaliges Hotel „Frankfurter Hof“                                                | Alt-Falkenstein 47 LageFlur: 7, Flurstück: 15/7                                                                                          | 1784 wird ein Gasthof an der Stelle des heutigen Gebäudes erwähnt. 1887 bis 1893 wurde das bestehende einstöckige Haus durch Ausbauten und Aufstockung in Fachwerkbauweise zu einem stattlichen Hotel mit Café umgebaut.                        | 1887 bis 1893 und 1927 | 100231 DDB |
| Am Hainberg 3                           | Fachwerkwohnhaus                                                                  | Am Hainberg 3 LageFlur: 7, Flurstück: 35/2                                                                                               | | frühes 18. Jahrhundert | 100237 DDB |
| weitere Bilder                          | Altes Rathaus                                                                     | Bergweg 2 LageFlur: 7, Flurstück: 119/2                                                                                                  | |                        | 100233 DDB |
| Bergweg 3                               | Fachwerkhaus                                                                      | Bergweg 3 LageFlur: 7, Flurstück: 121 | |                        | 100234 DDB |
| Debusweg 3                              | Wirtschaftshof des ehemaligen Offiziersgenesungsheims                             | Debusweg 3 LageFlur: 6, Flurstück: 4/3                                                                                                   | |                        | 100234 DDB |
| weitere Bilder                          | Evangelische Martin-Luther-Kirche                                                 | Debusweg 9 LageFlur: 5, Flurstück: 40/1, 40/2                                                                                            | |                        | 100236 DDB |
| Kempinski Hotel Falkenstein             | Sachgesamtheit ehemaliges Offiziersgenesungsheim                                  | Debusweg 12, Asklepiusweg, Asklepiusweg 15, 17, Debusweg 4, 6, 8, 10, 14, 16, 18 LageFlur: 6, Flurstück: 7/10, 7/11, 7/12, 7/5, 7/8, 7/9 | Das Falkenstein Grand Kempinski ist ein Hotel der Luxusklasse in Königstein/Falkenstein im Taunus. Das Anwesen wurde von Kaiser Wilhelm II. im Jahr 1909 als Offizierserholungsheim errichtet und 1999 als Hotel der Kempinski-Gruppe eröffnet. | 1875                   | 100235 DDB |
| weitere Bilder                          | Dettweiler-Tempel                                                                 | Hain LageFlur: 8, Flurstück: 1/7 | Zu Ehren von Dr. Peter Dettweiler wurde durch Mittel des Frankfurter Taunusclubs und der Falkensteiner Lungenheilanstalt der Tempel als Aussichtspunkt erbaut.                                                                                  | 1896                   | 100240 DDB |
| weitere Bilder                          | Sachgesamtheit Burgruine Falkenstein                                              | Hain, Am Höhenbach, Im Wiesengrund, Müllerhainweg Lage                                                                                   | |                        | 737844 DDB |
| weitere Bilder                          | Glockenturm und Kirchhof der ehemaligen katholischen Philippus und Jacobus-Kirche | Heinzmannstraße 1, Am Steingarten 4, 6, Heinzmannstraße 3 LageFlur: 9, Flurstück: 80/15, 80/15, 80/4, 84/2                               | | 1725/26                | 737843 DDB |
| weitere Bilder                          | Jüdischer Friedhof                                                                | Kocherfels (Servitiusweg) LageFlur: 5, Flurstück: 44/4                                                                                   | |                        | 100791 DDB |
| weitere Bilder                          | Ehrenmal                                                                          | Reichenbachweg, Feldbergstraße LageFlur: 4, Flurstück: 46/1                                                                              | |                        | 135957 DDB |
| Landhaus                                | Landhaus                                                                          | Reichenbachweg 20 LageFlur: 4, Flurstück: 22/10                                                                                          | | 1939                   | 100241     |
| Reichenbachweg 22                       | Villa Becker                                                                      | Reichenbachweg 22 LageFlur: 9, Flurstück: 14/1                                                                                           | | 1904                   | 100242 DDB |
| Reichenbachweg 24a                      | Pförtnerhaus der ehemaligen Villa von Bernus                                      | Reichenbachweg 24a/b LageFlur: 9, Flurstück: 20/2, 356/20                                                                                | |                        | 100243 DDB |
| Remisen der ehemaligen Villa von Bernus | Remisen der ehemaligen Villa von Bernus                                           | Reichenbachweg 24c LageFlur: 9, Flurstück: 256/8                                                                                         | |                        | 100796 DDB |
| Villa Rehe                              | Villa Rehe                                                                        | Reichenbachweg 25, 27 LageFlur: 9, Flurstück: 163/2, 163/3, 167/4, 167/5, 172/4                                                          | | 1898/99                | 100244 DDB |
| Unterer Bergweg 2                       | Ehemalige Synagoge                                                                | Unterer Bergweg 2 LageFlur: 7, Flurstück: 138                                                                                            | |                        | 100245 DDB |

## Mammolshain
| Bild            | Bezeichnung                      | Lage | Beschreibung | Bauzeit | Objekt-Nr. |
| --------------- | -------------------------------- | --- | ------------ | ------- | ---------- |
| weitere Bilder  | Friedhofskreuz                   | Hardtgrundweg 25 LageFlur: 10, Flurstück: 12/3 |              |         | 820476 DDB |
| weitere Bilder  | Quellenpark Kronthal             | Kronthaler Straße, An der Kronthaler Straße, Mönchswald LageFlur: 6,7, Flurstück: 44/53, 201/1, 226/49, 31/1–4, 34, 46/3, 50/1, 51, 55/5, 55/8, 56/2 |              |         | 926380 DDB |
| weitere Bilder  | Katholische Kirche Sankt Michael | Oberstraße 1a LageFlur: 2, 4, Flurstück: 15, 17, 18, 8/1                                                                                             |              |         | 737851 DDB |
| Villa Blascheck | Sachgesamtheit Villa Blascheck   | Pfarrer-Bendel-Weg 2, 3a, 3b, 4 LageFlur: 2, Flurstück: 147/15–17                                                                                    |              | 1892    | 100247 DDB |
| weitere Bilder  | Schule                           | Vorderstraße 1 LageFlur: 2, Flurstück: 129/2 |              |         | 100797 DDB |
| weitere Bilder  | Wegekreuz                        | Vorderstraße 1 LageFlur: 2, Flurstück: 129/2 |              |         | 100797 DDB |

## Schneidhain
| Bild                         | Bezeichnung                               | Lage                                               | Beschreibung | Bauzeit | Objekt-Nr. |
| ---------------------------- | ----------------------------------------- | -------------------------------------------------- | ------------ | ------- | ---------- |
| weitere Bilder               | Evangelische Kirche                       | An den Geierwiesen 9 LageFlur: 4, Flurstück: 26/1  |              |         | 100249 DDB |
| Ehemalige Schule und Rathaus | Ehemalige Schule und Rathaus              | An den Geierwiesen 16 LageFlur: 4, Flurstück: 39/2 |              | 1877    | 100787 DDB |
| weitere Bilder               | Katholische Kirche Sankt Johannes Baptist | Waldhohlstraße 18 LageFlur: 1, Flurstück: 10/7     |              |         | 737855 DDB |